# Aplicación de mensajería
Aplicaciones de mensajería (también conocidas como apps de mensajería; aplicaciones o apps de chat) son aplicaciones y plataformas con las que se puede hablar instantáneamente, pero que también son plataformas amplias que habilitan actualizaciones de estado, chatbots, pagos y comercio conversacional (comercio electrónico vía charla), entre otras funciones adicionales.

Algunos ejemplos de apps de mensajería son WhatsApp, Telegram, Facebook Messenger, Google Chat, Snapchat, Slack, Viber, KakaoTalk de Corea, Olvid (francesa) y varios competidores tienen como su foco permitir a los equipos de trabajo charlar, pero también compartir archivos. Algunas redes sociales, como Twitter, cuentan con la función de mensajes directos (DM), lo que hace que también cuenta como app de mensajería, además de ser una red social.
Las aplicaciones de mensajería son de las aplicaciones que más se usan, por encima de los SMS y otros tipos de mensajería. En 2018, tuvieron más de 1.3 miles de millones usuarios mensuales en WhatsApp y Facebook Messenger cada uno, 980 millones de usuarios activos mensuales en WeChat y 843 millones de usuarios activos mensuales en QQ Mobile. Se diferencian de la previa generación de mensajería instantánea (plataformas nacidas para uso en una computadora) en que se usan principalmente en dispositivos móviles (como los teléfonos inteligentes), aunque muchas apps de mensajería tienen una versión Web y muchos mensajeros instantáneos tienen aplicaciones móviles.
Estados Unidos se diferencia de la mayor parte del resto del mundo en que el SMS aún permanece como alternativa popular a la mensajería. Esto es porque normalmente los SMS están incluidos sin costo en los paquetes de subscripción mensuales, y también porque el servicio iMessage de Apple es popular y usa SMS para enviar mensajes a celulares que no son de Apple. A pesar de que el volumen de SMS en algunos países como Dinamarca, España y Singapur cayó en dos tercios del 2011 a 2013, en los EE. UU. solo cayó en una cuarta parte.

## Funciones
Las aplicaciones de mensajería tienen algunas de las siguientes funciones:
- Chat
  - Chat de texto
  - Mensajes que se borran automáticamente
  - Chat en grupo
  - Listas broadcast
  - Chatbots (Incluyendo "bot dentro de chat en grupo")
  - "Respuestas inteligentes" (respuestas sugeridas para contestar los mensajes proporcionados por la plataforma Reply de Google)[6]
- Alertas de audio (Line)[7]
- Intercambio de archivos
- Juegos
- "Mini Programas" (p. ej. WeChat Mini Program)[8]
- Descubrimiento de noticias (p. ej. Snapchat Discover)[9]
- Pagos o cartera móvil, p. ej. WeChat Pay el cual procesa mucho del volumen de pago móvil en China que tiene un total de 5 billones de USD (2016).[10] Caso similar ocurre con Telegram y la posibilidad de realizar pagos en bots.
- Notificaciones push
- Actualizaciones de estado (WhatsApp Status, WeChat Moments)[11]
- Stickers
- Llamadas de vídeo
- Asistente virtual p. ej. Google Assistant en Google Allo
- Llamadas de voz

## Comercio conversacional
El comercio conversacional se refiere a comercio electrónico a través del uso de mensajería o chat, con chatbots o vía agentes humanos en vivo. En China, WeChat – en su núcleo una app de mensajería, pero que también permite los mercaderes mostrar sus productos en páginas web móviles y vía feeds sociales – ha crecido fuertemente. En 2013 comercio electrónico en China rebasó el de los EE. UU. En 2016, Facebook anunció su plataforma de bots de Facebook Messeneger, que trajo el comercio conversacional al resto del mundo fuera de China. Más de 34,000 negocios habían abierto una tienda virtual en Messenger antes del agosto del 2017. En septiembre de 2017 WhatsApp anunció el piloto de su nueva plataforma enterprise – la primera vez que las compañías grandes (enterprises) serían capaces de proporcionar servicio de atención al cliente a sus usuarios vía WhatsApp en gran escala. Entre las primeras compañías que anunciaron el servicio en la plataforma enterprise fueron aerolíneas KLM y Aeroméxico, la agencia de viajes en línea latinoamericana Despegar.com y la tienda en línea Linio.

## Aplicaciones de mensajería más populares

### Aplicaciones para el consumidor
| Aplicación                    | Dueño                                | Núm. de usuarios | Notas |
| ----------------------------- | ------------------------------------ | --- | --- |
| BlackBerry Messenger (BBM)    | Emtek (Compañía telefónica indonesa) | 63 millones de usuarios activos mensuales (enero 2018); 60 millones de usuarios totales en Indonesia solo                 | En 2017 era todavía popular en algunos mercados emergentes como Indonesia y Nigeria. En ese año, agregó la función para llamar a Uber en Indonesia.                                                           |
| Discord                       | Discord, Inc.                        | 100 millones de usuarios activos mensuales. Por sus servidores pasan 4 mil millones de minutos en conversación a diario.  | Desde sus inicios, la plataforma había sido diseñada para gamers. Ahora, se ha reivindicado en su nueva imagen como el "lugar para hablar" de sus usuarios, en vez de centrarse solamente en los videojuegos. |
| Facebook Messenger            | Facebook                             | 1.3 mil millones de usuarios activos mensuales (enero 2018)                                                               | Bloqueado en China |
| Mensajeros de Google (varios) | Google                               | | Google tiene aplicaciones numerosas con mensajería, incluyendo Hangouts Chat (ahora incluyendo Google Chat), Mensajes de Android, Google Voice, Jive Software de Intranet Social, Allo, Duo videollamadas.    |
| iMessage                      | Apple Inc.                           | Encima 700 millones de teléfonos                                                                                          | |
| KakaoTalk                     | Kakao                                | 49 millones de usuarios activos                                                                                           | "Super aplicación" coreana |
| Kik Messenger                 | Kik Interactive                      | 15 millones de usuarios activos mensuales (agosto de 2017)                                                                | La mayoría de usuarios tienen edad entre 13 y 24 años. |
| LINE                          | Naver Corporation                    | 203 millones de usuarios activos mensuales (enero 2018),                                                                  | Lanzado en Japón. Ha desarrollado características fuertes en social y gaming. Su principal editor de juegos está en Google Play.                                                                              |
| Olvid                         | Enterprise Olvid                     | En diciembre de 2023 tenía 100,000 usuarios registrados.es (2019), Funciones similares a WhatsApp, Signal y Telegram app. | Lanzado en Francia en 2019. Disponible en APKpure, Google Play, IOS, App Gallery de Huawei. |
| QQ Messenger                  | Tencent                              | 843 millones de usuarios activos mensuales (enero 2018), la mayoría en China                                              | |
| Signal                        | Open Whisper Systems                 | | App de código abierto comunicaciones encriptadas apoyada por la Freedom of the Press Foundation. El proyecto ha suministrado su tecnología a WhatsApp, Facebook Messenger, Google Allo, y Skype.              |
| Skype                         | Microsoft                            | 300 millones de usuarios activos mensuales (enero 2018)                                                                   | |
| Snapchat                      | Snap Inc.                            | 260 millones de usuarios activos mensuales (enero 2018),                                                                  | Más popular en EE. UU., Canadá, Europa |
| Telegram                      | Telegram Messenger LLP               | 500 millones de usuarios activos (2021)                                                                                   | De origen ruso y con popularidad en Irán. Véase Telegram Messenger (recepción). Los clientes de mensajería son de código abierto.                                                                             |
| Twitter                       | Twitter                              | 330 millones de usuarios activos mensuales en la plataforma entera (enero 2018)                                           | Más popular en EE. UU., Brasil, Japón y México |
| Viber                         | Rakuten                              | 260 millones de usuarios activos mensuales (enero 2018),                                                                  | Originado como competidor a Skype con fuerte oferta de VOIP (llamadas de voz por internet). |
| WeChat                        | Tencent                              | 1.3 miles de millones usuarios activos mensuales (enero 2018), la mayoría en China                                        | |
| WhatsApp                      | Facebook, Inc.                       | 1.3 miles de millones usuarios mensuales (enero 2018)                                                                     | Bloqueado en China |

### Aplicaciones de chat en grupo para el trabajo
Google y Microsoft así como Slack proporcionan aplicaciones que habilitan grupos para chat, compartir archivos y hacer llamadas de vídeo en grupo. Su mercado principal son las compañías y no los consumidores individuales.
| Aplicación      | Dueño              | Núm. de usuarios                            | Notas |
| --------------- | ------------------ | ------------------------------------------- | --- |
| Hangouts Chat   | Google             |                                             | Google también tiene la app Hangouts Meet, principalmente para videollamadas                                                                     |
| Hipchat, Stride | Atlassian          |                                             | Hipchat fue una de las primeras apps para la colaboración en el trabajo. En 2017 Atlassian lanzó Stride como sustituto actualizado para Hipchat. |
| Microsoft Teams | Microsoft          |                                             | |
| Slack           | Slack Technologies | 6 millones de usuarios diarios (marzo 2018) | |
| Workplace Chat  | Facebook           |                                             | Workplace una app de Chat que funciona en iOS, Android, computadoras PC y Mac.                                                                   |